# هيدأكي كوباياشي
هيدأكي كوباياشي (باليابانية: 小林秀聡؛ بالكانا: こばやし ひであき) هو ملحن ياباني، ولد في 18 أكتوبر 1973 في طوكيو في اليابان.

## وصلات خارجية
- الموقع الرسمي
- هيدأكي كوباياشي على موقع IMDb (الإنجليزية)
- هيدأكي كوباياشي على موقع ميوزك برينز (الإنجليزية)